# Búsqueda

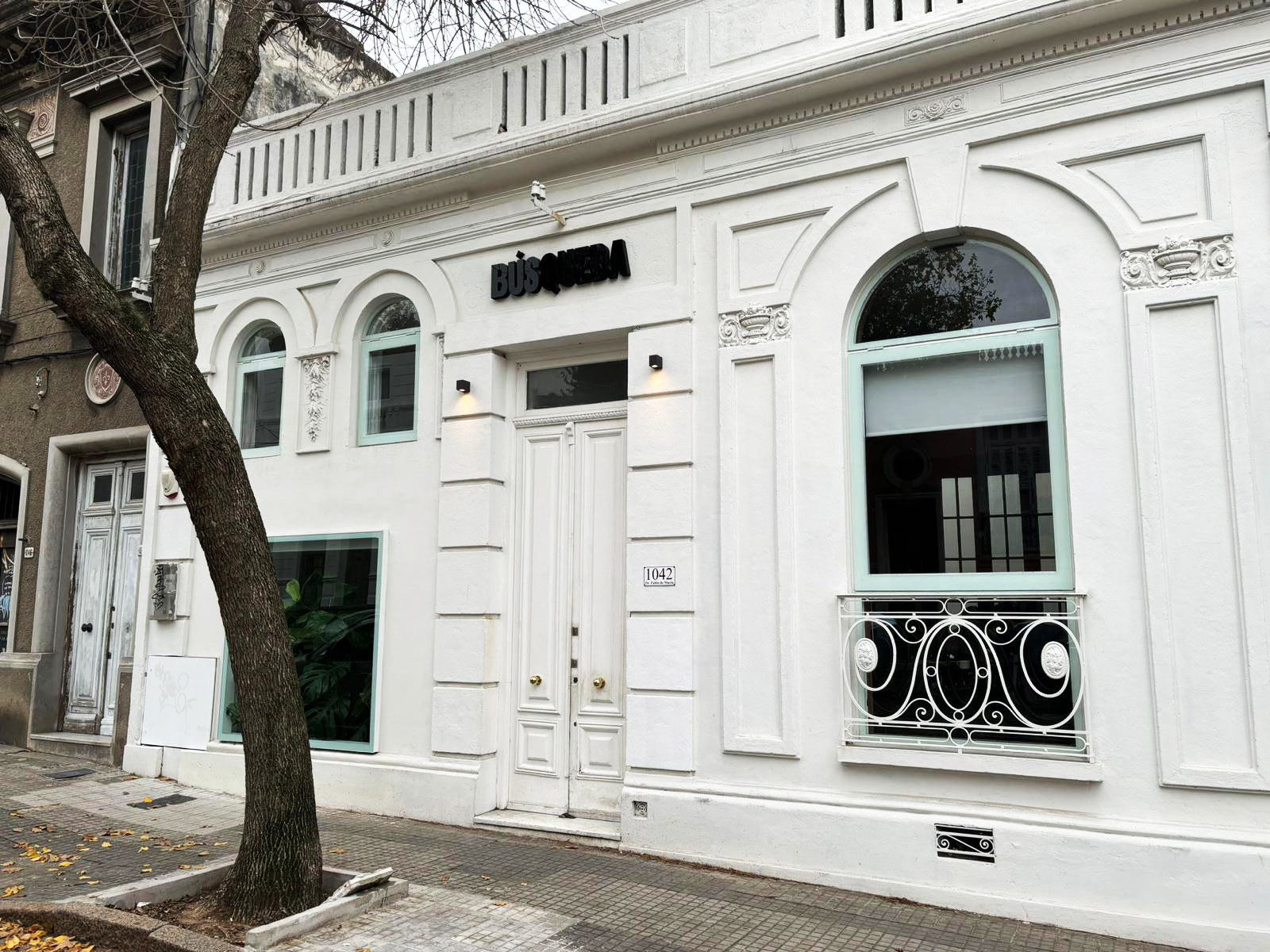
Búsqueda Semanario en 2024

Búsqueda  est un journal hebdomadaire uruguayen publié depuis 1972.

## Informations générales
Fondé au début des années 1970 quand l'Uruguay était encore dominé par l'étatisme, Búsqueda cherchait à défendre le libéralisme économique. Ramón Díaz était l’un de ses principaux journalistes.
Sa couverture est national et il est imprimé sur du papier tabloïd blanc; seules les publicités sont colorées. À l'origine, Búsqueda ne publiait que des nouvelles politiques et économiques, mais des sections sur la culture, la science, la santé, l'humour et le sport ont été ajoutées plus tard. Depuis 2000, un magazine féminin appelé Galería est vendu avec Búsqueda .
Avec Brecha, il est considéré comme l'un des deux hebdomadaires politiques les plus influents d'Uruguay.